# 川角駅
川角駅（かわかどえき）は、埼玉県入間郡毛呂山町大字下川原にある、東武鉄道越生線の駅である。駅番号はTJ 43。副駅名は「城西大学前」。

## 歴史
- 1934年（昭和9年）12月16日：開業。
- 1987年（昭和62年）8月25日：交換駅化。同時に川角信号所は廃止。
- 2023年（令和5年）
  - 6月：東武鉄道が北側改札口を維持しつつ南側改札口を併設し、城西大学が整備費の資金協力を行う協定を締結[1]。
  - 11月17日：駅南側に新改札口「学園口」を開設[2]。

## 駅構造
相対式ホーム2面2線を有する地上駅で、列車交換が可能である。駅舎は坂戸方面ホーム側にあり、越生方面ホームとの間は跨線橋で連絡している。自動改札機設置。
トイレは坂戸方面ホーム中央にある。2009年3月に跨線橋部エレベーター、多機能トイレ、駅舎出入口部スロープが設置された。
かつては単式ホーム1面1線で、武州長瀬寄りの埼玉平成中学校・高等学校付近に川角信号所が設けられており、そこで列車交換を行っていた。しかし、武州長瀬 - 東毛呂間の複線化と当駅の交換設備設置に伴い廃止された。
駅南側に複数の大学等が立地しており、駅前では混雑時に車両と徒歩の学生らとの接触事故がほぼ毎年起きていた。そのため1970年代から地域住民による改善の陳情が行われていた。2016年には駅舎の橋上化や改札口の南側への移設の案も出されたが実現しなかった。
2021年に地域住民、各校の関係者、識者らで川角駅周辺地区整備協議会が設置され、2022年10月に報告書を毛呂山町長に提出した。2023年6月には東武鉄道が北側改札口を維持しつつ南側改札口を併設し、城西大学が整備費の資金協力を行う協定を締結。東武鉄道では同年8月中に南側改札口の開設工事に着工し、同年11月に「学園口」を開設した。

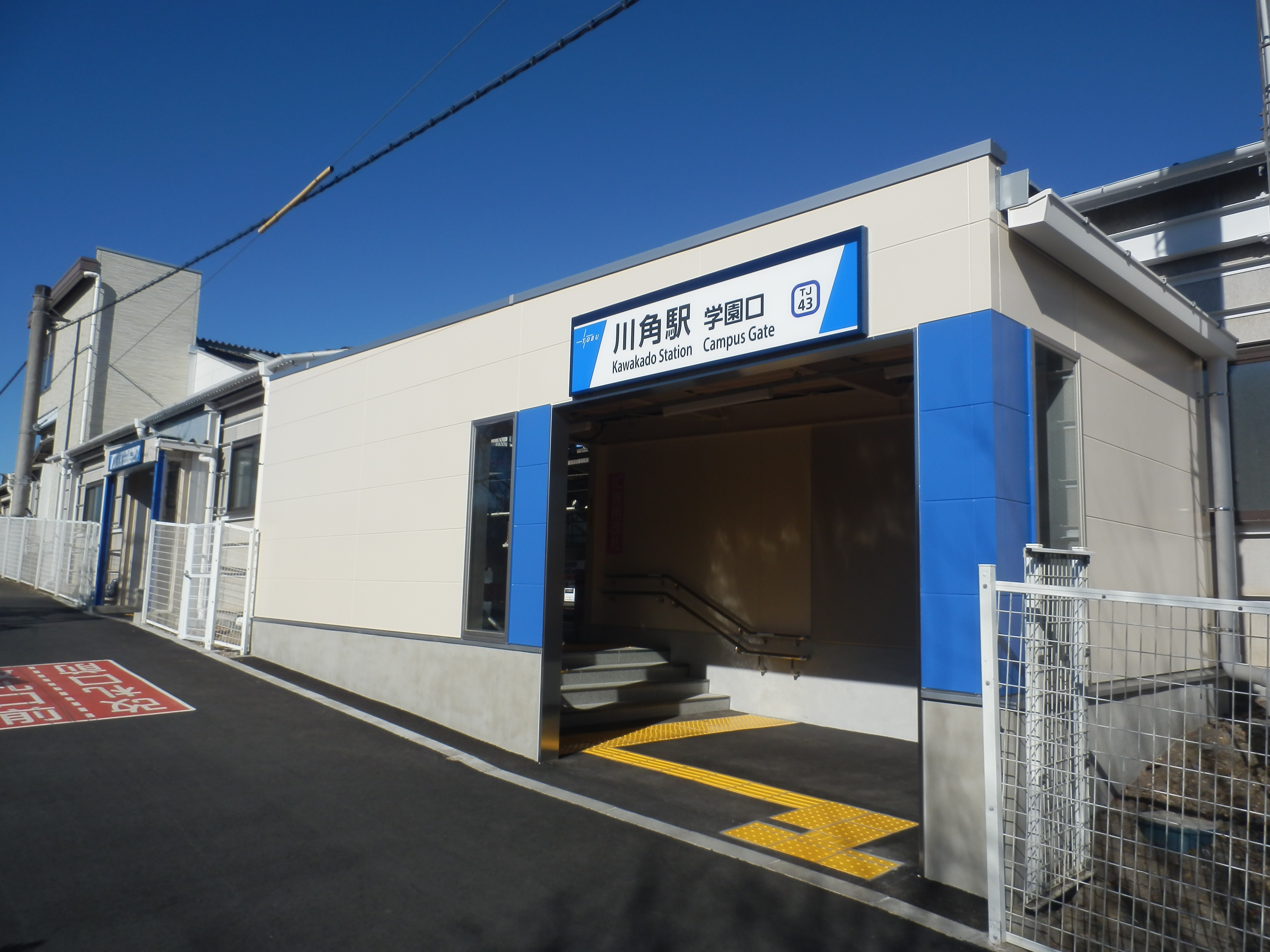
学園口（2024年1月）
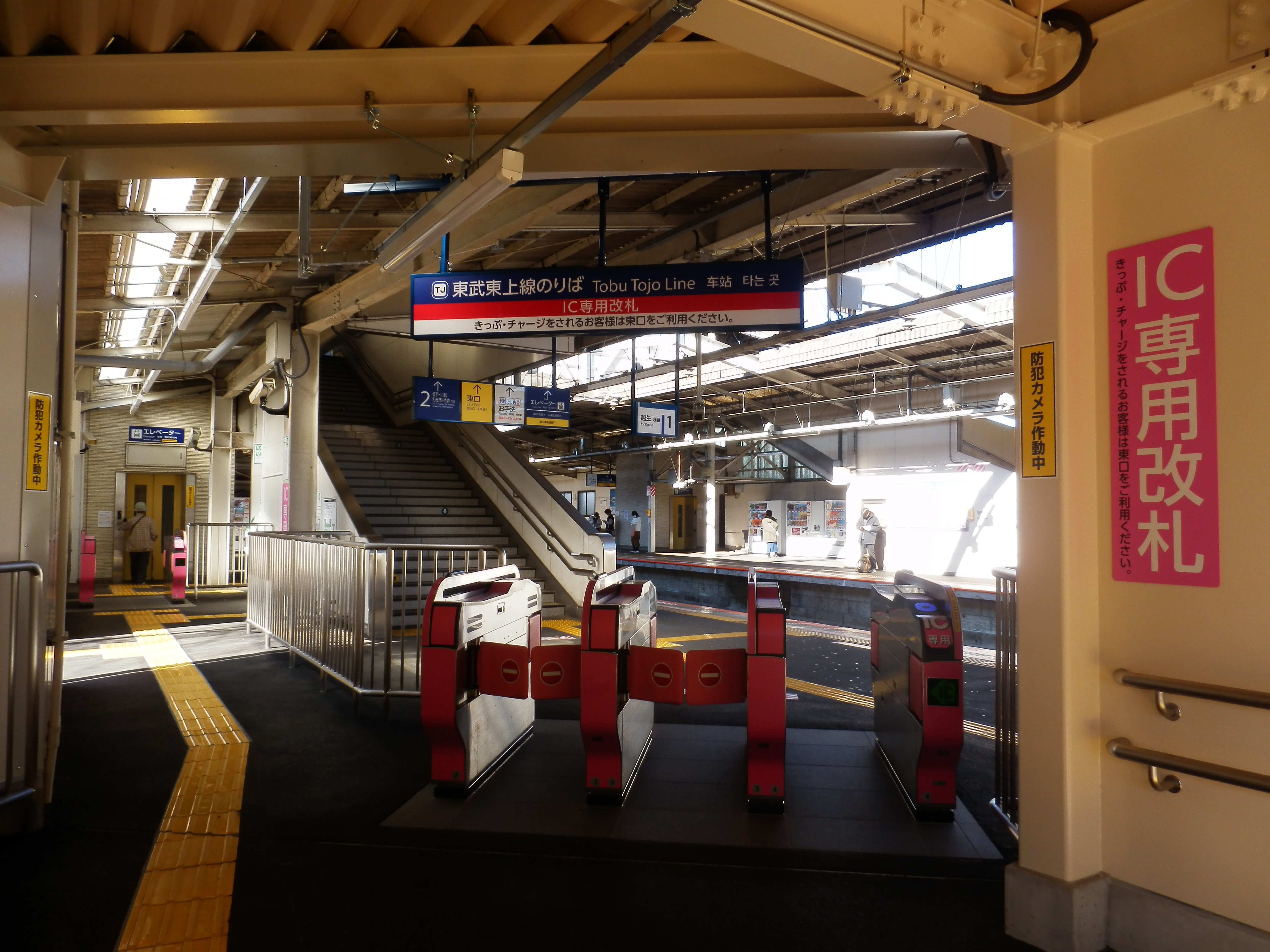
学園口改札（2024年1月）
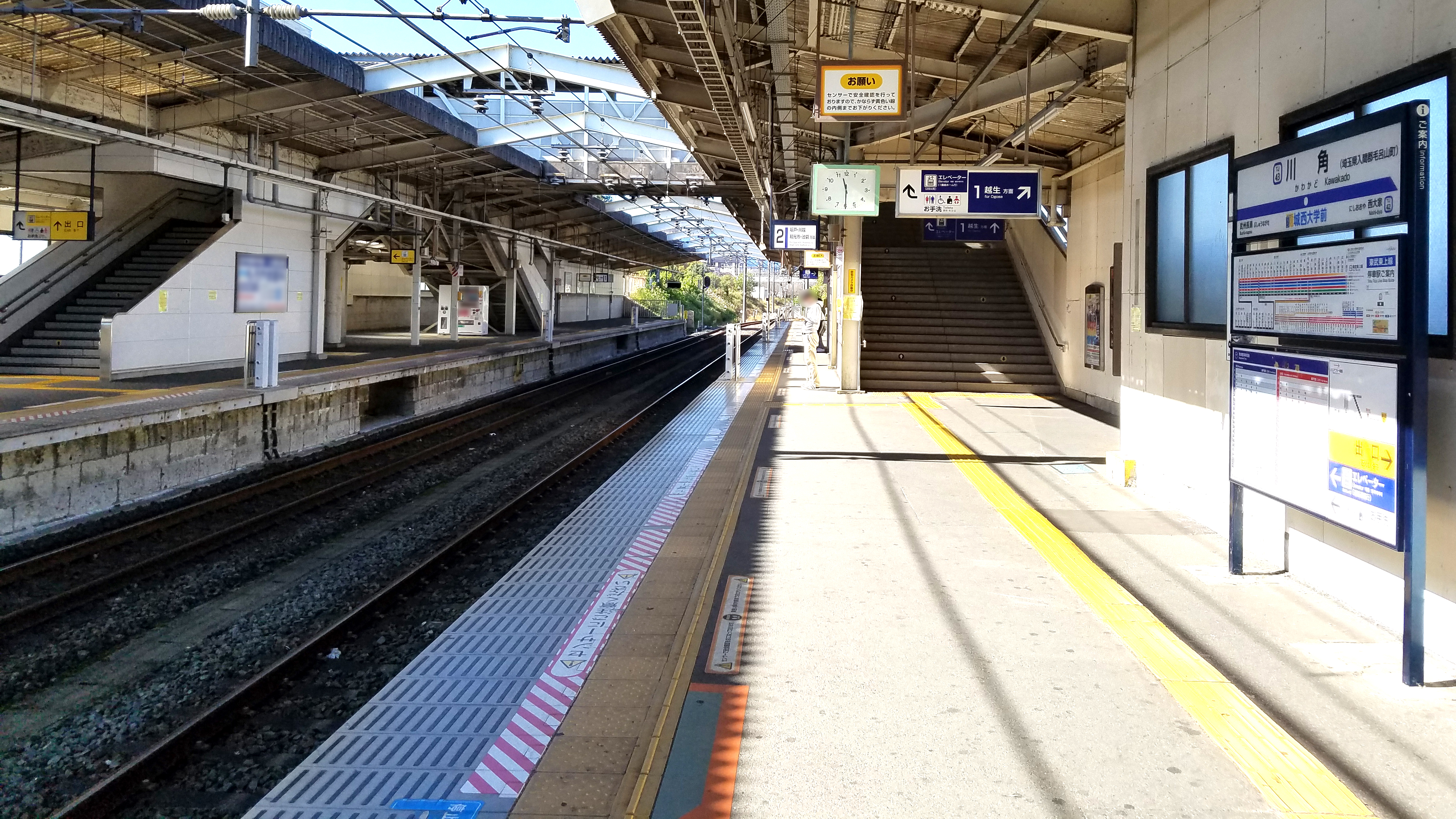
ホーム（2020年11月）

### のりば
| 番線 | 路線   | 方向 | 行先     |
| ---- | ------ | ---- | -------- |
| 1    | 越生線 | 下り | 越生方面 |
| 2    | 越生線 | 上り | 坂戸方面 |

- 坂戸駅から先の東上本線は、坂戸駅で乗り換えとなる。

## 利用状況
2024年度の一日平均乗降人員は11,886人である。越生線の途中駅では第1位である。
近年の一日平均乗降・乗車人員は下表のとおりである。
| 年度               | 一日平均 乗降人員 | 一日平均 乗車人員 | 出典       |
| ------------------ | ----------------- | ----------------- | ---------- |
| 1989年（平成元年） | 17,706            | 8,967             |            |
| 1990年（平成02年） | 18,359            | 9,163             |            |
| 1991年（平成03年） | 18,379            | 9,132             |            |
| 1992年（平成04年） | 18,527            | 9,205             |            |
| 1993年（平成05年） | 18,288            | 9,110             |            |
| 1994年（平成06年） | 18,671            | 9,292             |            |
| 1995年（平成07年） | 18,341            | 9,172             |            |
| 1996年（平成08年） | 16,866            | 8,688             |            |
| 1997年（平成09年） | 17,053            | 8,503             |            |
| 1998年（平成10年） | 16,301            | 8,125             |            |
| 1999年（平成11年） | 16,117            | 8,054             |            |
| 2000年（平成12年） | 15,548            | 7,741             |            |
| 2001年（平成13年） | 15,087            | 7,614             |            |
| 2002年（平成14年） | 14,533            | 7,328             |            |
| 2003年（平成15年） | 14,361            | 7,235             |            |
| 2004年（平成16年） | 14,312            | 7,199             |            |
| 2005年（平成17年） | 14,181            | 7,137             |            |
| 2006年（平成18年） | 14,225            | 7,161             |            |
| 2007年（平成19年） | 14,380            | 7,257             |            |
| 2008年（平成20年） | 14,806            | 7,440             |            |
| 2009年（平成21年） | 14,370            | 7,219             |            |
| 2010年（平成22年） | 14,496            | 7,286             |            |
| 2011年（平成23年） | 14,393            | 7,229             |            |
| 2012年（平成24年） | 15,027            | 7,549             |            |
| 2013年（平成25年） | 15,786            | 7,922             |            |
| 2014年（平成26年） | 15,094            | 7,568             |            |
| 2015年（平成27年） | 15,401            | 7,742             |            |
| 2016年（平成28年） | 15,838            | 7,944             |            |
| 2017年（平成29年） | 15,663            | 7,857             |            |
| 2018年（平成30年） | 15,264            | 7,651             |            |
| 2019年（令和元年） | 14,584            |                   | [ 東武 3 ] |
| 2020年（令和02年） | 6,499             |                   | [ 東武 4 ] |
| 2021年（令和03年） | 11,510            | 5,775             | [ 東武 5 ] |
| 2022年（令和04年） | 12,685            | 6,366             | [ 東武 6 ] |
| 2023年（令和05年） | 12,196            | 6,116             | [ 東武 7 ] |
| 2024年（令和06年） | 11,886            | 5,957             | [ 東武 1 ] |

## 駅周辺
駅前には駐輪場、売店、書店がある。周辺には団地が点在している。境界線が近接する坂戸市の市内循環バス停留所は、駅前ロータリーがない関係で、若干離れた場所にある。
駅周辺には学校（特に大学）が多く、登・下校時間帯は徒歩で各学校へ向かう通学生の姿が駅前の狭い道路いっぱいに連なる。学校はいずれも徒歩圏内にあるので、スクールバスなどの運行はない。
- 城西大学坂戸キャンパス
- 明海大学坂戸キャンパス（歯学部）
  - 明海大学歯学部付属明海大学病院
- 日本医療科学大学
- 埼玉平成中学校・高等学校
- 鎌倉街道上道（国史跡）

## バス路線
最寄りのバス停は「川角駅」停留所と「川角駅入口」停留所であり、下記の各路線が発着する。
| 乗り場     | 運行事業者   | 系統                     | 行先                | 備考     |
| ---------- | ------------ | ------------------------ | ------------------- | -------- |
| 川角駅     | もろバス     | めじろ号 1コース         | 役場                | 平日運行 |
| 川角駅     | もろバス     | やぶさめ号 1コース       | 役場                | 平日運行 |
| 川角駅     | もろバス     | やぶさめ号 2コース       | 役場                | 平日運行 |
| 川角駅入口 | さかっちバス | さかっちバスおおや線     | 坂戸市役所          |          |
| 川角駅入口 | さかっちバス | さかっちバスにしさかど線 | 五丁目調整池        | 夕運転   |
| 川角駅入口 | さかっちバス | さかっちワゴンにっさい線 | 坂戸市役所 / 城山荘 |          |

## 隣の駅
東武鉄道
 越生線
西大家駅 (TJ 42) - 川角駅 (TJ 43) - 武州長瀬駅 (TJ 44)